# Zhang Xiangxiang
Zhang Xiangxiang (16 de julho de 1983, em Longyan) é um halterofilista chinês.
Em 2000, Zhang Xiangxiang ficou em segundo lugar no total combinado no Campeonato Asiático, com 282,5 kg (127,5 no arranque e 155 no arremesso). E veio a ganhar medalha de bronze nos Jogos Olímpicos de Sydney, na categoria até 56 kg.
No Campeonato Mundial para juniores de 2002, ele ganhou ouro com 312,5 kg no total (142,5+170), a frente do búlgaro Demirev Demir, com 270 kg (120+150), na categoria até 62 kg.
Reapareceu nos Jogos Olímpicos de Pequim 2008 e conquista sua segunda medalha olímpica — ganhou ouro, na categoria até 62 kg.
Quadro de resultados
| Ano  | Posição | Competição                           | Classe de peso | Marca                |
| 2000 | 2.      | Campeonato Asiático em Osaka         | –56 kg         | 282,5 kg (127,5+155) |
| 2000 | 3.      | Jogos Olímpicos                      | –56 kg         | 287,5 kg (125+162,5) |
| 2002 | 1.      | Campeonato Mundial Júnior em Havířov | –62 kg         | 312,5 kg (142,5+170) |
| 2008 | 1.      | Jogos Olímpicos                      | –62 kg         | 319 kg (143+179)     |